# Teoria warkoczy

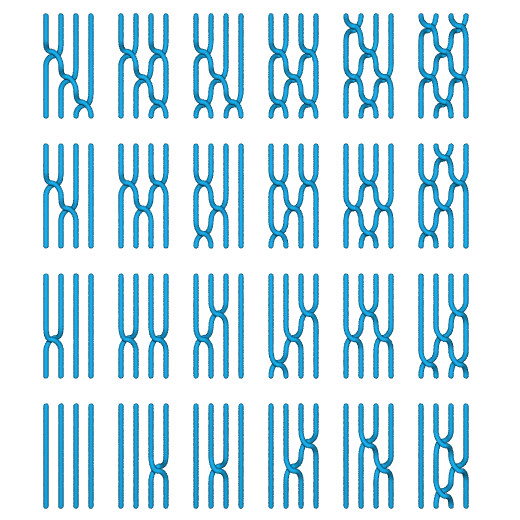
Wszystkie 24 permutacje 4 elementowej grupy warkoczowej.

Teoria warkoczy – dział topologii zainspirowany geometryczną konstrukcją warkoczy. Zapoczątkowana przez Emila Artina wydanym w 1925 roku artykułem "Theorie der Zopfe". Warkocze tworzą grupę. Znajdują zastosowanie między innymi w kryptografii.